# Аптекарский остров
Апте́карский о́стров — один из островов, расположенных в северной части дельты реки Невы, входящих в состав занимающего ряд островов Петроградского района города Санкт-Петербурга. Отделяется от Петроградского острова рекой Карповкой, от Каменного и Крестовского островов — Малой Невкой, от Выборгской стороны — Большой Невкой. Площадь острова — около 2 км².

## История наименования
Финское название Корписаари (фин. Korpisaari — остров глухого леса) — остров с дремучим лесом или Корпписаари (фин. Korppisaari) — Вороний остров. Остров имеет и русские названия — Дикий или Еловый остров.
Современное название Аптекарский остров известно с 1726 года, дано по находившемуся на острове Аптекарскому огороду (ныне Ботанический сад).

## Общие сведения
Аптекарский остров соединен с Петроградским семью мостами: Аптекарским, Петропавловским, Силиным, Геслеровским, Карповским, Барочным и Молодёжным, с Каменным островом — Каменноостровским мостом, с Выборгской стороной — Кантемировским и Гренадерским.

## История
Указом Петра I от 1714 года остров был отдан под нужды Медицинской канцелярии и Главной аптеки. Для выращивания лекарственных растений в юго-восточной части острова разбили аптекарский огород, давший название острову и превратившийся со временем в Ботанический сад и Ботанический институт им. В. Л. Комарова РАН. Здесь же была построена «инструментальная изба» — первая в России мастерская медицинских инструментов, положившая начало существующему поныне заводу «Красногвардеец».
Пётр I разрешил селиться на острове только служителям и работным людям Медицинской канцелярии. Аптекарская слобода носила многонациональный характер: кроме русских, на ней жили немцы, французы, голландцы, служившие в Медицинской канцелярии. Остров был "городом в городе": у него была даже своя островная печать, чего не имела ни одна из петербургских частей. Руководителем Аптекарской слободы был смотритель, который отводил слободским жителям участки под сенокос и контролировал распорядки трудового дня.

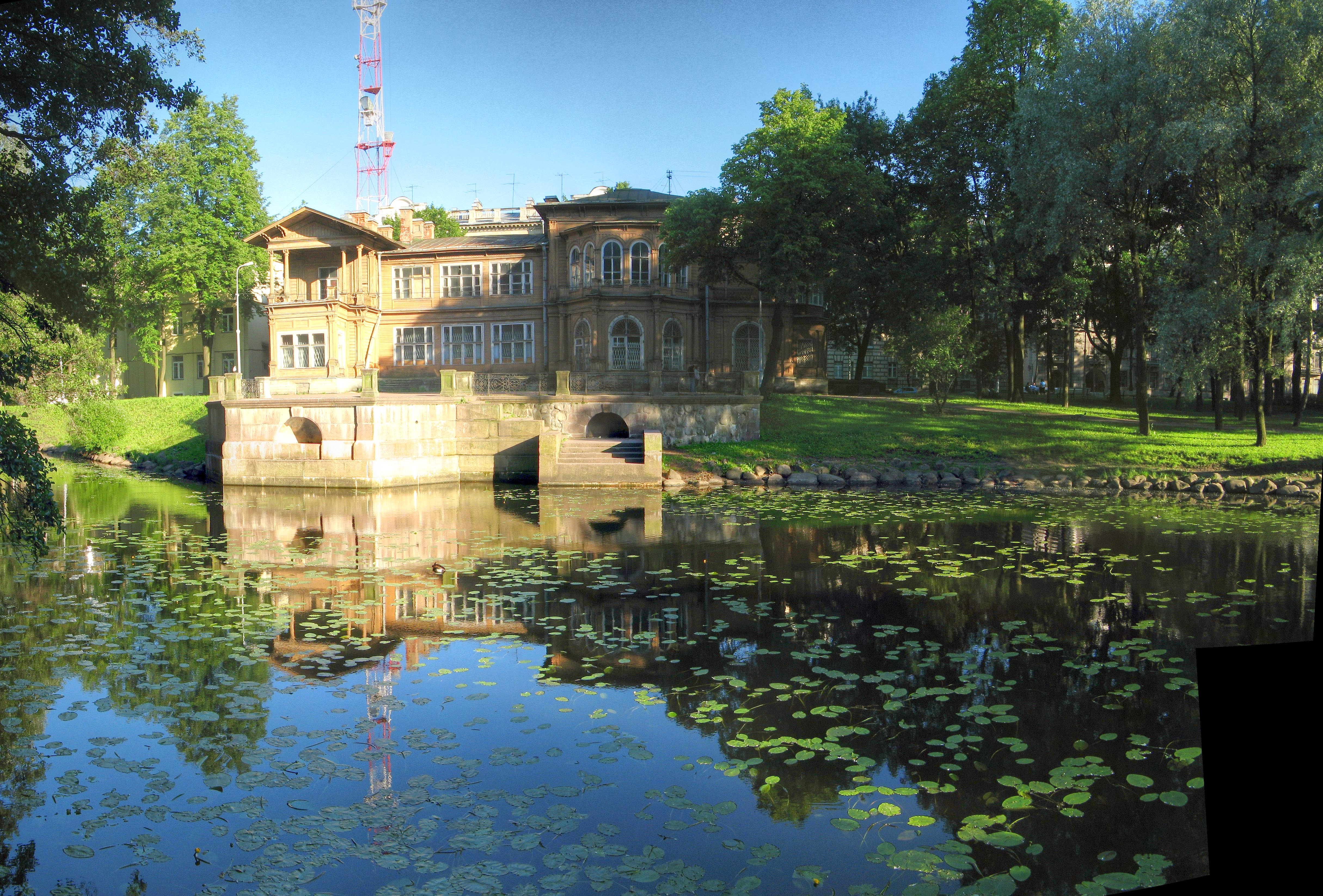
Лопухинский сад и дача Громова на Аптекарском острове

В царствование Павла I и Александра I остров становится модной дачной местностью, здесь строятся аристократические усадьбы и разбиваются парки. До наших дней частично сохранился Лопухинский сад. В начале XX века на острове начинается активное строительство многоквартирных зданий, создаваемых по проектам лучших архитекторов России: В. А. Щуко, Ф. И. Лидваля, М. С. Лялевича.
Дача на Аптекарском острове - место покушения на П. А. Столыпина  в августе 1906 года.
Среди построек советского времени следует отметить Первый дом Ленсовета (арх. Е. А. Левинсон, И. И. Фомин, 1935 г.), комплекс зданий Ленинградского телецентра (арх. С. Б. Сперанский, А. Д. Кац, В. С. Васильковский, инж. Н. И. Дюбов, 1963 г.) с телебашней (1962), Дворец молодёжи (арх. А. П. Изоитко, П. С. Прохоров, В. П. Тропин, 1970-е годы).
На Аптекарском острове в XIX—XX веках был расположен ряд промышленных предприятий, ныне большей частью выведенных с острова (как ОАО «Ленполиграфмаш») или закрытых и даже снесенных под новую застройку (территория завода «Электрик» с 2008 г. используется под строительство многоэтажного жилого комплекса «Европа Сити»).
На острове находится значительное количество научных (преимущественно медицинских) и учебных заведений, в том числе два государственных вуза: Санкт-Петербургский государственный электротехнический университет (ЛЭТИ) и Санкт-Петербургский государственный химико-фармацевтический университет. Как исследовательские и лечебные учреждения известны Институт экспериментальной медицины РАМН, Институт мозга человека им. Н. П. Бехтеревой РАН.
14 февраля 1927 года открыт институт по охране здоровья детей и подростков (затем НИИ детских инфекций Минздрава России, нынешний Детский научно-клинический центр инфекционных болезней ФМБА России). Поблизости находится федеральный НИИ гриппа им. А. А. Смородинцева Минздрава России.
С Аптекарским островом связана жизнь и деятельность И. П. Павлова, А. С. Попова, Ф. И. Шаляпина, П. А. Столыпина, А. М. Опекушина, П. Н. Филонова, М. Л. Лозинского, М. К. Аникушина, Н. П. Бехтеревой.

## Общедоступные музеи на острове

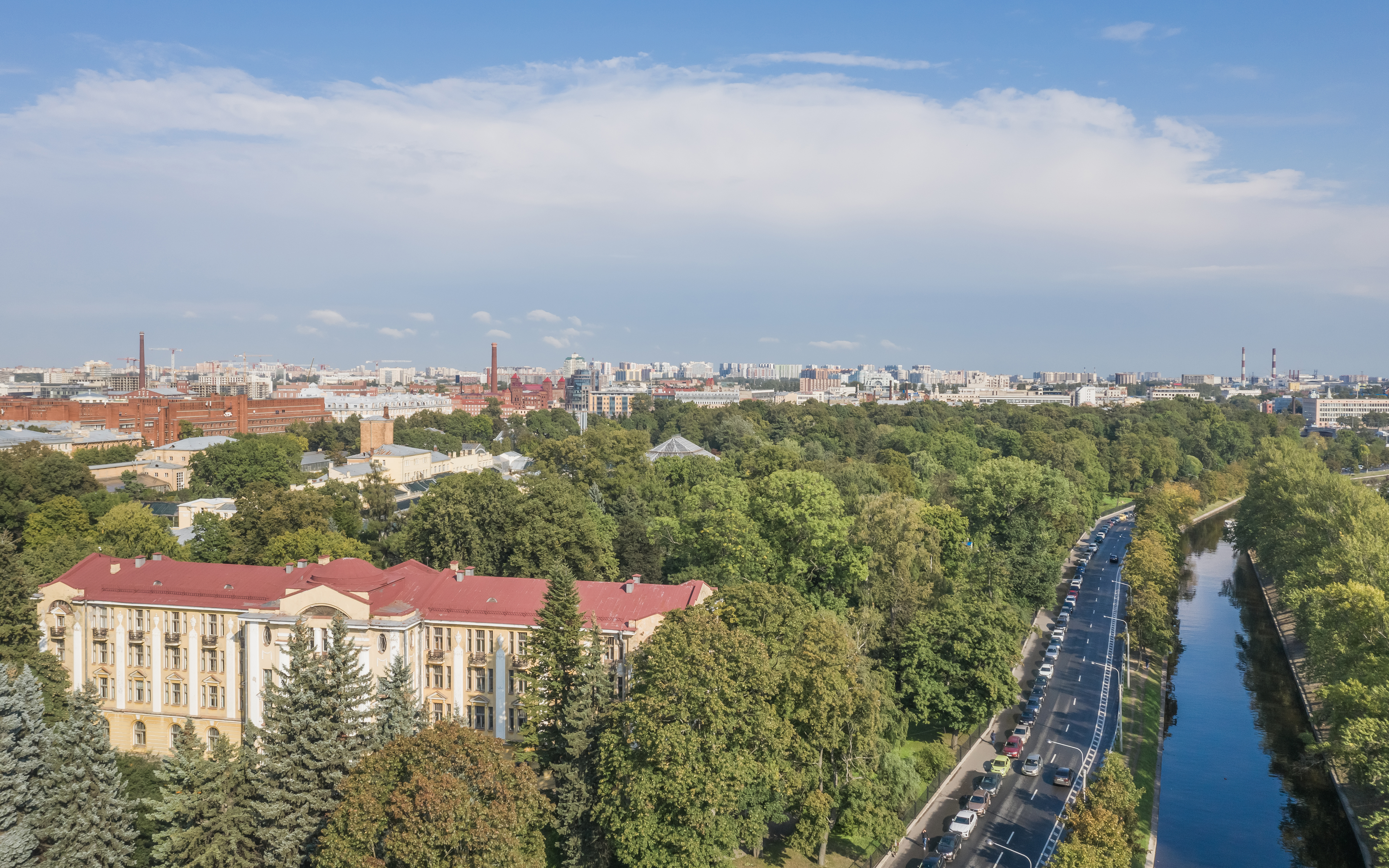
Вид Аптекарского острова с воздуха: слева — Ботанический сад, справа — река Карповка

- Живой природы — Ботанический сад Ботанического института им. В. Л. Комарова РАН (БИН РАН)
- Мемориальный музей А. С. Попова (ЛЭТИ)
- Дом-музей Ф. И. Шаляпина — один из филиалов Санкт-петербургского музея театрального и музыкального искусства[3]
- Музей петербургского авангарда (Дом М. В. Матюшина) — один из филиалов Музея истории города[4]
- Музей истории фотографии[5]
- Музей фарфора и шахмат
- Музей истории Института экспериментальной медицины РАМН
- Культурный центр Мастерская М.К. Аникушина
- Музей Искусство веера
- Мемориальный Кабинет Академика И.П. Павлова